# Руска археология
Руска археология (на руски: Российская археология) е руско академично списание в областта на археологията
До 1992 г. е със заглавие „Съветска археология“, основано през 1957 г. През 1936 – 1959 г. изданието съществува като непериодичен алманах под същото име, издадени са 30 тома. Списанието се издава на руски език, 4 пъти годишно. То е централно периодично археологическо издание в Русия.
Публикуваните материали са групирани в раздели – рубрики: статии, дискусии, публикации, бележки, археологически колекции в музеи, история на науката, критика и библиография, хроника. Списанието публикува информация за най-новите археологически открития, материали за историята на археологията, тематични библиографски прегледи, рецензии на руска и чужда археологическа литература, информация за конференции, симпозиуми и конгреси.